# 天主教拉各斯總教區
天主教拉各斯總教區 （拉丁語：Archidioecesis Lagosensis）是尼日利亞一個羅馬天主教教省總教區，位於最大城市拉各斯，下轄兩個教區。是該國九個總教區之一。
1860年8月28日設達荷美宗座代牧區。1870年8月24日易名為貝寧海岸代牧區，1943年1月12日易名為拉各斯代牧區。1950年4月18日升為總教區。
2004年有教友2,164,083人（佔轄區總人口47.8%）、六十一個堂區、184名司鐸。現任教區總主教為阿爾弗西德‧阿德瓦萊‧馬爾丁斯，榮休主教為安多尼·奧盧布恩米·奧克傑樞機。